# Univerza Cornell
Univerza Cornell (angleško Cornell University) je ameriška zasebna univerza s sedežem v kraju Ithaca v zvezni državi New York. Sestavlja jo sedem dodiplomskih in sedem podiplomskih kolidžev, od tega štirje, ki jih financira zvezna država (vendar kljub temu niso javni). Pod univerzo spadata tudi dve ločeni šoli medicine, ena v mestu New York in druga v Katarju, ter več raziskovalnih objektov, med njimi astronomski Observatorij Arecibo v Portoriku.
Univerzo sta leta 1865 ustanovila Ezra Cornell, po katerem je dobila ime, in Andrew Dickson White kot nediskriminatorno izobraževalno ustanovo za oba spola (oboje je bilo za tisti čas kontroverzno), ki bi poučevala vsa področja družboslovja in naravoslovja.
Danes sodi Cornell v skupino najelitnejših ameriških univerz in je članica Ivy League. Skupno ima približno 20.000 študentov. Tu je študiralo ali poučevalo 41 Nobelovih nagrajencev, med njimi Richard Phillips Feynman, Herbert Spencer Gasser in Amartya Sen.